# Monastère de Reichenstein
Le monastère de Reichenstein (Monasterium Immaculati Cordis Mariæ Reichsteri, monastère du Cœur-Immaculé-de-Marie de Reichenstein, Benediktinerkloster vom Unbefleckten Herzen Mariens) est un monastère bénédictin situé en Allemagne près de Montjoie (Monschau) dans les environs de Kalterherberg, dans la région de l'Eifel. Il a été fondé au XIIe siècle comme monastère de prémontrés à l'emplacement d'un ancien château fort du XIe siècle. Il est abandonné en 1794, à cause de l'occupation française. Après la sécularisation imposée par les Français en 1802, les lieux sont vendus à des particuliers et ses bâtiments servent quelque temps de tuilerie, et constamment d'entreprise agricole pendant deux siècles, exploitant 125 hectares.
En 2008, l'abbaye Notre-Dame de Bellaigue en France achète le domaine, la fondation n'a lieu qu'en 2017 par cinq moines bénédictins. Le prieuré est élevé en monastère indépendant en octobre 2017. Il suit la liturgie traditionnelle en latin selon le missel romain de 1962.

## Géographie
Le monastère est situé sur une colline de la vallée de la Rour à 30 kilomètres au sud d'Aix-la-Chapelle à 5 kilomètres à l'ouest de Montjoie, directement au contact de la frontière avec la Belgique.

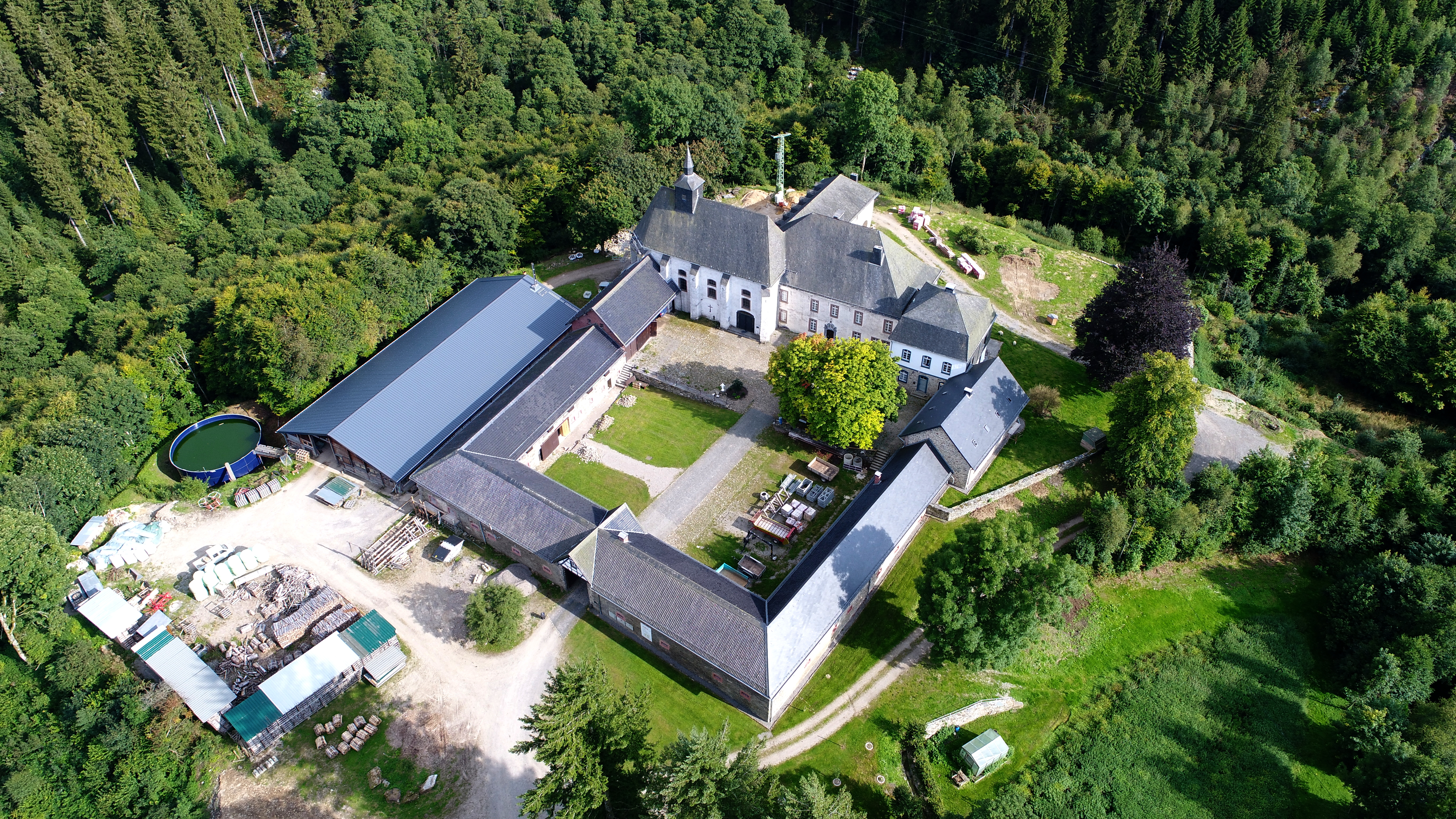
Vue aérienne du monastère de Reichenstein.